# Obergerlafingen
Obergerlafingen (gsw. Obrgerlafinge) – miejscowość i gmina (niem. Politische Gemeinde) w Szwajcarii, w kantonie Solura, w jednostce administracyjnej (Amtei) Bucheggberg-Wasseramt, w okręgu Wasseramt. 

## Demografia
W Obergerlafingen mieszkają 1 234 osoby. W 2021 roku 12,1% populacji gminy stanowiły osoby urodzone poza Szwajcarią. 

## Transport
Przez teren gminy przebiegają autostrada A1 oraz droga główna nr 270.